# (500534) 2012 UK2
(500534) 2012 UK2 es un asteroide perteneciente al cinturón de asteroides, descubierto el 12 de noviembre de 2007 por el equipo del Mount Lemmon Survey desde el Observatorio del Monte Lemmon, Arizona, Estados Unidos.

## Designación y nombre
Designado provisionalmente como 2012 UK2.

## Características orbitales
2012 UK2 está situado a una distancia media del Sol de 3,016 ua, pudiendo alejarse hasta 3,363 ua y acercarse hasta 2,669 ua. Su excentricidad es 0,115 y la inclinación orbital 5,736 grados. Emplea 1913,39 días en completar una órbita alrededor del Sol.

## Características físicas
La magnitud absoluta de 2012 UK2 es 16,7. 